# Madonna con Gesù Bambino in gloria, i quattro dottori della Chiesa e san Giovanni Evangelista
La Madonna con Gesù Bambino in gloria, i quattro dottori della Chiesa e San Giovanni Evangelista è un dipinto a olio su tela di Giovan Battista Moroni, databile al 1551-1552 e conservato nella Chiesa di Santa Maria Maggiore a Trento.

## Descrizione
Nella composizione dell'opera non sono presenti elementi architettonici e notazioni ambientali. L'impostazione del dipinto si articola in due registri: uno celeste, in alto, destinato alle figure divine e uno terreno, in basso, riservato ai santi. Questa suddivisione dei personaggi raffigurati è un paradigma figurativo che esprime un rapporto con la divinità non più di tono intimo e colloquiale, come quello esistente nella rappresentazione delle sacre conversazioni, ma subalterno e gerarchico. Questo mutamento dell'impostazione della pala d'altare è un presagio dell'irrigidimento istituzionale e del clima di controllo sociale che scaturiscono dal clima presente negli anni della realizzazione del dipinto nella città di Trento. L'opera viene infatti realizzata negli anni in cui è in atto il Concilio di Trento (1545 - 1563).
La Vergine, Sede della Sapienza, si situa in alto, seduta sulle nubi, è circondata da cherubini ed è posta contro uno sfondo di luce. Questa modalità di raffigurazione della Madonna da all'opera un effetto globale di semplificazione. Quest'ultima indossa una veste riccamente drappeggiata e porta in grembo il Bambino Gesù. Nel registro inferiore è rappresentata una disputa tra i dottori della Chiesa. Coloro che sono qui rappresentati sono Sant'Ambrogio, Sant'Agostino, San Gerolamo e Gregorio Magno, mentre al centro di queste personalità si situa San Giovanni Evangelista, discepolo del Battista e tra i primi apostoli di Gesù, che regge in mano il libro delle Sacre Scritture aperto in posizione verticale, porge quindi il suo Vangelo e ne mostra l'incipit.
Sant'Ambrogio si trova sulla sinistra e tiene tra le mani un libro, il pastorale e il flagello (o staffile), mentre sulla destra è raffigurato Sant'Agostino, anche lui con un libro e il pastorale e rappresentato nelle vesti vescovili con piviale e mitra. I due si rispecchiano simmetricamente nei rispettivi gesti tranne che nell'inclinazione delle teste, rivolta in alto, verso la Madonna, quella del primo, in basso quella del secondo. Gregorio Magno è rappresentato nelle vesti papali e tra i suoi principali attributi vi è il triregno, o tiara papale. Quest'ultimo è rappresentato mentre tiene tra le mani la Bibbia, un passo della quale viene indicato da San Gerolamo, raffigurato con l'abito cardinalizio rosso. San Gregorio e San Gerolamo sono inginocchiati in primo piano, hanno entrambi un libro aperto e uno chiuso in mano, discettano sulle Sacre Scritture e disputano contro le eresie che tormentavano la cristianità.

## Stile
Il linguaggio utilizzato dall'autore è volutamente arcaizzante, lo stile è pacato e solenne per sottolineare il contenuto dottrinale e accrescere la chiarezza didascalica della raffigurazione. Quest'ultima viene peraltro enfatizzata dal disegno preciso e da una cromia splendente, una brillante gamma cromatica.  Moroni in quest'opera si orienta verso un'esposizione diligente e ortodossa del tema sacro e con questa accentua la carica devozionale e il potenziale emotivo dell'immagine. Anche l'impianto compositivo, del tutto inedito per Trento, amplifica questo effetto.
La tela, nei suoi aspetti compositivi, è ispirata a due opere del maestro dell'autore, il Moretto: le figure dei dottori replicano, con leggere varianti, quelle del dipinto di medesimo soggetto Madonna col Bambino e quattro Dottori della Chiesa del 1540-1545 conservato nello Städelsches Kunstinstitut di Francoforte sul Meno e il gruppo della Madonna col Bambino in gloria con i santi Girolamo, Francesco d'Assisi e Antonio Abate, conservato alla Pinacoteca di Brera. Gli schemi compositivi sono quindi morettiani, anche se Moroni inserisce la figura di San Giovanni Evangelista.

## Storia
Il tema della disputa dei dottori della Chiesa Latina è da porre in relazione con i committenti dell'opera, ovvero la Società dei Legali o dei Dottori, nota anche come "Almo Collegio", poiché il protettore dei giuristi è Sant'Ambrogio, ma è da relazionare anche con il dibattito teologico in atto a Trento negli anni del Concilio. Quest'ultima affermazione scaturisce dal fatto che le azioni dei padri della Chiesa raffigurati ribadiscono l'esclusività dell'interpretazione delle Sacre Scritture da parte della Chiesa cattolica in opposizione alle tesi propugnate dalla Riforma protestante che già da tre decenni lacerava l'Europa. 
La pala ora si trova collocata all'interno della seconda cappella a destra dell'unica navata che compone la Chiesa di Santa Maria Maggiore, mentre originariamente si trovava nella terza cappella a destra. Fu spostata probabilmente nel 1833 quando venne eretto l'altare su cui si colloca su disegno dell'architetto trentino Giovanni Pietro Dal Bosco. Fu forse in questa occasione che il dipinto subì degli ampliamenti, in alto e in basso, messi in luce dal restauro del 1982.
Ci sono poche opere conservate ancora in loco all'interno della produzione del grande pittore lombardo realizzate per committenti trentini. Opere conservate a Trento del Moroni, oltre alla pala dei dottori della Chiesa, sono Santa Chiara e l'Annunciazione, entrambe datate 1548, la prima conservata al museo diocesano tridentino e la seconda al Castello del Buonconsiglio. Queste ultime sono i primi esempi importanti della pittura religiosa dell'artista, sensibile ad una religiosità sobria e profonda caratteristica del clima di riforma cattolica in atto in concomitanza con il Concilio di Trento.